# Creștinismul în Irak

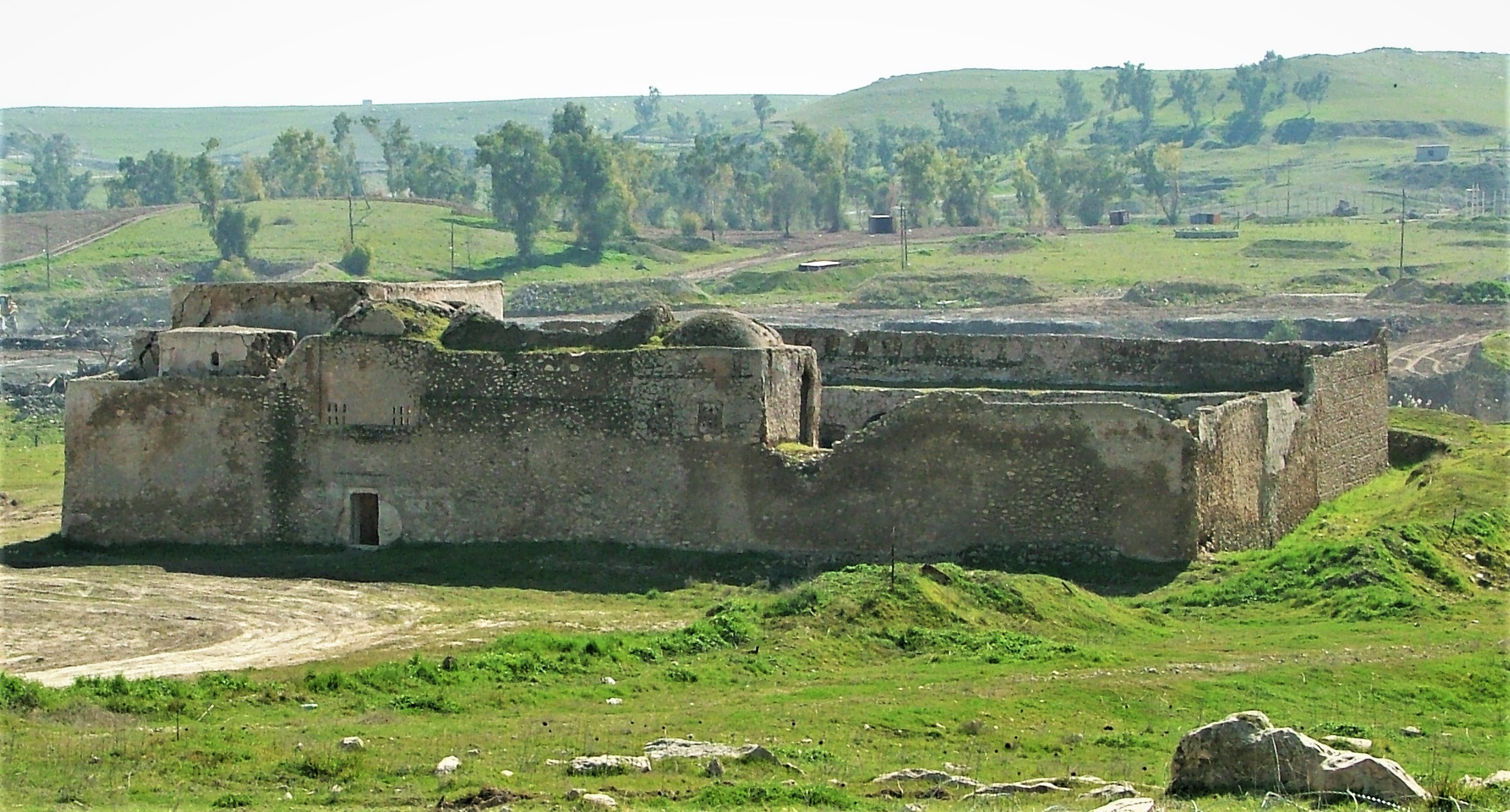
Mănăstirea Sfântul Ilie (sec. al V-lea), ruine, Mosul

Creștinismul în Irak a fost până la expansiunea musulmană din secolul al VII-lea credința majoritară. În secolul al XX-lea creștinii constituiau circa 4-5% din populație (aproximativ un milion), dintre care 70% caldeeni, iar restul catolici sirieni, ortodocși sirieni, asirieni afiliați Bisericii Răsăritene, precum și armeni, protestanți, greci de rit de ortodox și catolic, copți, latini și anglicani. Majoritatea era concentrată în Bagdad, Mosul și Basra, iar restul în orașe și state din zona Mosul și din Kurdistan. 
În zona Ninive locuiește cea mai mare parte a populației creștine din Irak. Ei reprezintă aproximativ 40% din populatia noii provincii planificate. Acum, aceștia locuiesc într-o așa-numită zona disputata: teritoriul irakian pe care Kurdistanul îl pretinde pentru regiunea autonomă.

## După 2003
De la invazia forțelor coaliției internaționale în Irak (2003), populația irakiană civilă s-a confruntat atât cu violențe (crime, atentate cu mașini-capcană, răpiri ș.a.), cât și cu sincope majore în ceea ce privește accesul la servicii sociale de bază, viața de zi cu zi devenind o reală provocare. Începând cu 2008, situația de securitate s-a ameliorat în Baghdad și Basra, în timp ce în Mosul a izbucnit un nou val de violențe, unele îndreptate împotriva creștinilor, iar altele fiind rezultatul tensiunilor dintre sunniți și șiiți. În scopul înființării unui stat federal, după 2003, guvernarea Irakului a fost delegată către trei autorități regionale – cea sudică, a cărei conducere era asigurată de șiiții majoritari (55%), cea nordică, sub leadership kurd (21%) și cea arabă sunnită (18.5%), localizată în vestul țării. Acest plan includea edificarea unei provincii creștine în zona platoului Ninive (Mosul). 
Divizarea bazată pe criterii sectare și etnice a determinat, în consecință, emergența tensiunilor între musulmanii sunniți și cei șiiți, precum și între arabi și kurzi, care, ulterior, s-au manifestat ca mișcări de insurgență, inițial organizate de membri ai Partidului Baath, iar ulterior continuate de arabii sunniți, care refuzau să accepte că au fost înlăturați de la conducerea statului.
În pofida faptului că sunniți au fost primii care au manifestat rezistență la planul de divizare pe criterii sectare a Irakului, șiiți și celelalte minorități i-au urmat curând, evidențiind dezideratul conform căruia identitatea lor este afirmată pe deplin în cadrul unui stat irakian unitar.
De asemenea, suveranitatea și integritatea Irakului era amenințată de ingerințele statelor învecinate. Astfel, alianța dintre partidele șiite și Iran a determinat creșterea influenței Teheranului în zona Basra și în alte regiuni majoritar șiite, în timp ce parteneriatul dintre sunniți, Al-Qaida și alte grupări extremiste a certificat influența mișcărilor Wahhabi și Salafiyya. Pe de altă parte, Turcia, alarmată de extinderea influenței kurde, a atacat o serie de sate din nordul Irakului.
Redefinirea eșicherului politic irakian, alături de luptele dintre diverse facțiuni, a destabilizat statul, având un impact major asupra minorităților (creștini, mazdeeni, yazidiți, shabak, turkomani, palestinieni și kurzi Feli).
Există dovezi certe că minoritatea creștină a avut de suferit mai mult decât kurzii sau musulmanii majoritari. În acest sens, Raportul Agenției pentru Refugiați a Națiunilor Unite (UNHCR) privind situația minorităților din octombrie 2005 afirma că „minoritățile din Irak au devenit ținte directe ale violențelor (...) acestea agravându-se, comparativ cu perioada regimului Saddam Hussein (...)”.

## Situația comunității creștine
Comunitatea creștină din Irak este cea mai importantă din țară, nu numai din perspectivă numerică, ci și datorită faptului că a precedat islamul cu circa 600 de ani și a jucat un rol vital în dezvoltarea civilizației Abbaside, dar și a Irakului modern. 
Situația precară a creștinilor din Irak trebuie interpretată în contextul politic, economic și religios mai larg, al întregului Orient Mijlociu, evidențiindu-se, concomitent, necesitatea conexării cu realitățile istorice ale conviețuirii și rivalitățile dintre creștini și musulmani de-a lungul secolelor.

## Istoric
Creștinismul arab s-a extins în Mesopotamia încă de la începutul primul secol al erei noaste, devenind o comunitate organizată până la finalul acestuia, pe fondul toleranței religioase a conducătorilor parți.
La sosirea arabilor musulmani, în secolul al VII-lea, Biserica Răsăriteană rivaliza cu celelalte biserici importante, din perspectiva numărului de adepți și a sistemului de învățământ, iar adepții acesteia, vorbitori de aramaică, reprezentau majoritatea populației sedentare a Irakului. 
Sub dominație musulmană, creștinii aveau statutul de dhimmi, desfășurând diverse activități, adesea în poziții înalte, precum cele din fruntea ministerelor. De asemenea aceștia au avut o contribuție majoră la conservarea filosofiei antice grecești, traducând lucrări din acest domeniu în limba arabă. 
Ulterior, toleranța musulmanilor fată de creștini a scăzut, concomitent cu diminuarea numărului de creștini aflați în funcții cheie, care ar fi putut pleda cauza comunității lor. O dată cu augmentarea violențelor, pe fondul slăbirii autorității centrale, creștinii s-au retras către nordul Mesopotamiei, iar munții din această regiune au devenit spațiul lor de refugiu. 
Sub autoritate otomană, creștinii au fost tratați ca cetățeni de rang secundar, în ceea ce a devenit cunoscut ca sistemul millet. Jizya era colectată, iar regulile valabile pentru dhimmi erau aplicate cu strictețe în interiorul orașelor. În același timp, munții ofereau, încă o dată, un refugiu pentru creștini, care conviețuiau pașnic alături de kurzi. Cele cinci secole de autoritate otomană au fost sinonime cu declinul continuu al Bisericii Răsăritene. 
În preajma perioadei prăbușirii Imperiului Otoman și a edificării statului turc modern, peste un milion de creștini, majoritar armeni, dar și adepți ai Bisericii Răsăritene, caldeeni, sirieni ortodocși și catolici au fost masacrați. 
După întemeierea statului modern irakian – în a cărui Constituție era înscrisă egalitatea între cetățeni indiferent de rasă sau religie –, până la căderea regimului Saddam Hussein, creștinii din Irak nu s-au confruntat cu persecuții majore.

## Perioada 2003-2010
Dincolo de violențele care au afectat, după 2003, societatea irakiană în ansamblul său, creștinii irakieni au fost supuși atacurilor musulmanilor sunniți și șiiți radicali, precum și intimidării din partea kurzilor, existând inclusiv percepții conform cărora se viza eliminarea prezenței creștine din Irak, în vederea întemeierii unui stat islamic.
Activitățile anticreștine au inclus :
- atacuri asupra indivizilor ale căror profesii/activități erau considerate contrare islamului.

După 2003, distribuitorii de alcool, coafezele, proprietarii de cinema, muzicienii și comercianții de instrumente muzicale au devenit ținte predilecte ale acestor atacuri, majoritatea fiind de religie creștină;
- atacuri asupra femeilor.

Femeile creștine au fost obligate să poarte hijab, deși acoperirea părului nu face parte din cultura sau religia lor;
- intimidare prin intermediul violenței de limbaj.

Au fost transmise mesaje tip grafitii, prin intermediul comunicațiilor mobile sau prin pliante, prin care creștinii erau numiți necredincioși, cruciați. Uneori li se solicita să plătească jizya sau să părăsească Irakul;
- amenințări la adresa liderilor religioși;

Mai mulți clerici au fost răpiți, unii dintre aceștia torturați și eliberați contra unor răscumpărări consistente. În plus, au existat cazuri în care fețe bisericești au fost asasinate chiar pe treptele lăcașelor de cult; 
- atacuri asupra bisericilor;

Leagănul civilizației și al creștinismului a devenit, în prezent, un loc în care creștinii sunt amenințați, persecutați sau alungați. În context, rețin atenția, atentatul sângeros de la Bagdad, din 2010, în care au murit zeci de creștini, precum și de asasinarea unor lideri religioși, printre care arhiepiscopul din Mossul, Paulos Faraj Rahho, preotul Rajhid Ganni, precum și preotul ortodox Paulos Amer Islandar.
- epurarea religioasă;
- marginalizare și asimilare;
- deplasări de populație;

## Kurdistanul – refugiu pentru creștinii din Irak
Kurzii au fost, de-a lungul, timpului gazde ospitaliere pentru creștini, cu atât mai mult cu cât zonele muntoase din Kurdistanul irakian au reprezentat un loc de refugiu pentru aceștia în condițiile persecuțiilor din partea musulmanilor. După 2003, cu sprijinul Ministerului de Finanțe au fost reconstruite mai multe sate, biserici și mănăstiri creștine, concomitent fiind construite altele noi. Astfel, securitatea relativă oferită de această regiune a atras multe familii creștine relocate din Baghdad, Mosul și Basra.
Regiunea din nordul Irakului, securizată de combatanții kurzi, a primit zeci de mii de creștini începând cu 2003 și continuă să îi primească, oferindu-le drepturi egale cu cele ale locuitorilor kurzi.
Până în 2003, Kurdistanul irakian primise 30.000 de creștini, cifră care s-a triplat în șapte ani, astfel încât în prezent există circa 100.000 de caldeeni (catolici) și sirieni (catolici și ortodocși) care locuiesc într-unul din cele trei guvernorate ale Guvernului autonom al Kurdistanului: Erbil, capitala Kurdistanului irakian, Dohouk, în nord, și cel din Suleimaniya, în sud. În fiecare lună, noi familii care fug din Bagdad vin să se instaleze în Kurdistan. Primul motiv al acestei deplasări a creștinilor în regiunea Kurdistanului este siguranța. Prin zeci de mii de peshmerga - militari kurzi - plasați pe străzile din aceasta regiune muntoasă din nordul Irakului, vehiculele sunt inspectate în numeroase puncte de control. 
Erbil si Dohouk (sub controlul Partidului Democratic din Kurdistan, PDK) și Suleimaniya (sub controlul Uniunii patriotice din Kurdistan, UPK) par a fi la fel de sigure ca orașele occidentale.

## Concluzii
Privite prin prisma istoriei, evenimentele curente par a fi o repetare a ceea ce s-a petrecut în trecut și o continuare a ceea ce s-a întâmplat în perioada anterioară prăbușirii Imperiului Otoman.
În condițiile autorității musulmane, creștinii s-au confruntat cu discriminarea, având statutul de dhimmi, cu presiunea de a se converti, cu relocări și masacre. În perioadele în care puterea politică a fost de natură seculară, comunitatea avut oportunitatea de a renaște, de a se reconstrui și a se consolida. 
Impactul conflictului din Irak asupra creștinilor din acest stat a fost major, această comunitate aflându-se în prezent, în pragul extincției. 
Autoritățile irakiene au întreprins demersuri pentru identificarea unei soluții pentru a-i proteja pe creștini. O organizație formată din reprezentanții a 16 partide și asociații a propus ca minoritatea creștină să aibă propria provincie, pentru a fi ferită de atacuri în viitor.
Provincia ar urma să fie creată în nordul Irakului, unde se întindea altădată Imperiul Asirian, în câmpia Ninive, acolo unde, de altfel, se află și cea mai mare comunitate creștină din țară. Majoritatea creștinilor sprijină această idee care ar putea duce la crearea un mini-stat creștin. La fel ca și kurzii, creștinii doresc o autonomie extinsă, cu un guvern și forțe de securitate proprii. Problema cea mai mare o reprezintă alegerea locului. Câmpia Ninive se află la est de Mosul, una dintre cele mai importante baze ale extremiștilor sunniți și ale rețelei Al-Qaida din Irak.  
Liderii creștinilor irakieni de diverse denominații au făcut apel, cu diverse ocazii, la asigurarea, în cadrul guvernului de la Baghdad, a unei reprezentări echitabile pentru această minoritate religioasă, pe considerentul egalității și justiției. Pe de altă parte, aceștia consideră că, în situația federalizării statului, creștinii ar trebuie să aibă dreptul de a se stabili în oricare din provincii, iar în cazul în care s-ar edifica o provincie predominant creștină, securitatea acesteia ar trebuie garantată de guvernul central de la Baghdad. 
Clericii creștini din Irak au abordat, de asemenea, fragmentarea comunității pe care o păstoresc pe criterii politice, făcând apel la unitate, pentru a constitui un exemplu pentru celelalte comunități și pentru a contribui la la reconstrucția Irakului. 
Majoritatea creștinilor irakieni nu aparțin unui partid politic și nu doresc să locuiască într-o enclavă, astfel că, de-a lungul timpului doar asirienii și un număr mic de creștini motivați politic au făcut lobby în vederea instituirii unei provincii autonome pentru creștini.
Liderii religioși ai creștinilor din Irak, cu excepția celor asirieni, consideră că o asemenea enclavă ar fi similară unui ghetou creștin. În viziunea acestora, unica modalitate prin care se poate realiza conviețuirea pașnică alături de semenii musulmani este efortul comun pentru edificarea unui guvern democratic. 